# Novohlîneane, Dobrovelîcikivka
Novohlîneane (în ucraineană Новоглиняне) este un sat în comuna Hlîneane din raionul Dobrovelîcikivka, regiunea Kirovohrad, Ucraina.

## Demografie
Componența lingvistică a localității Novohlîneane
     Ucraineană (95,18%)
     Română (2,57%)
     Rusă (1,93%)
     Alte limbi (0,32%)
Conform recensământului din 2001, majoritatea populației localității Novohlîneane era vorbitoare de ucraineană (95,18%), existând în minoritate și vorbitori de română (2,57%) și rusă (1,93%).